# Campionati mondiali di short track 2005
La XXV edizione dei Campionati mondiali di short track (World Short Track Speed Skating Championships), ufficialmente organizzati con tale denominazione dalla International Skating Union (Federazione internazionale di pattinaggio su ghiaccio), si è tenuta dal 9 all'11 marzo del 2005 a Pechino in Cina.

## Partecipanti per nazione
La lista dei partecipanti era composta da 138 atleti da 32 distinte nazioni, di cui 67 donne e 71 uomini.
| Australia (0/2) Belgio (0/2) Bulgaria (2/2) Cina (5/5) Taipei cinese (0/1) Germania (5/5) Francia (5/1) Gran Bretagna (2/5) | Hong Kong (2/0) Israele (2/1) Italia (3/5) Giappone (5/5) Canada (5/5) Kazakistan (1/2) Croazia (0/2) Lettonia (1/1) | Mongolia (1/1) Nuova Zelanda (1/2) Paesi Bassi (2/2) Corea del Nord (2/1) Austria (1/0) Romania (1/0) Russia (5/1) Svizzera (0/2) | Slovacchia (0/1) Sudafrica (1/1) Corea del Sud (5/5) Rep. Ceca (1/0) Ucraina (0/2) Ungheria (2/2) Stati Uniti (5/5) Bielorussia (2/2) |

## Podi
*

### Donne
| Evento               | Oro                                                              | Tempo    | Argento                                                | Tempo    | Bronzo                                                                    | Tempo    |
| Classifica Generale* | Jin Sun-yu Corea del Sud                                         | 76 punti | Choi Eun-kyung Corea del Sud                           | 63 punti | Kang Yun-mi Corea del Sud                                                 | 60 punti |
| 500 m                | Yang Yang (A) Cina                                               | 45.038   | Wang Meng Cina                                         | 45.129   | Fu Tian Yu Cina                                                           | 45.232   |
| 1000 m               | Choi Eun-kyung Corea del Sud                                     | 1:31.085 | Jin Sun-yu Corea del Sud                               | 1:31.232 | Wang Meng Cina                                                            | 1:31.343 |
| 1500 m               | Jin Sun-yu Corea del Sud                                         | 2:20.461 | Kang Yun-mi Corea del Sud                              | 2:20.743 | Wang Meng Cina                                                            | 2:20.876 |
| 3000 m               | Kang Yun-mi Corea del Sud                                        | 5:21.039 | Jin Sun-yu Corea del Sud                               | 5:21.072 | Choi Eun-kyung Corea del Sud                                              | 5:21.081 |
| Staffetta 3000 m     | Canada Alanna Kraus Kalyna Roberge Chantale Sevigny Tania Vicent | 4:20.767 | Cina Yang Yang (A) Wang Meng Fu Tian Yu Cheng Xiao Lei | 4:30.654 | Francia Stéphanie Bouvier Myrtille Gollin Celine Lecompere Choi Min-kyung | 4:24.974 |

### Uomini
| Evento               | Oro                                                                             | Tempo    | Argento                                                              | Tempo    | Bronzo                                                                | Tempo    |
| Classifica Generale* | Ahn Hyun-soo Corea del Sud                                                      | 89 punti | Apolo Anton Ohno Stati Uniti                                         | 68 punti | François-Louis Tremblay Canada                                        | 60 punti |
| 500 m                | François-Louis Tremblay Canada                                                  | 42.106   | Charles Hamelin Canada                                               | 42.135   | Ahn Hyun-soo Corea del Sud                                            | 42.185   |
| 1000 m               | Apolo Anton Ohno Stati Uniti                                                    | 1:30.066 | Ahn Hyun-soo Corea del Sud                                           | 1:30.206 | Li Jiajun Cina                                                        | 1:30.641 |
| 1500 m               | Ahn Hyun-soo Corea del Sud                                                      | 2:14.396 | François-Louis Tremblay Canada                                       | 2:14.992 | Lee Seung-hoon Corea del Sud                                          | 2:15.244 |
| 3000 m               | Apolo Anton Ohno Stati Uniti                                                    | 5:13.719 | Ahn Hyun-soo Corea del Sud                                           | 5:15.326 | Lee Seung-hoon Corea del Sud                                          | 5:16.206 |
| Staffetta 5000 m     | Canada Charles Hamelin François-Louis Tremblay Mathieu Turcotte Steve Robillard | 6:39.990 | Corea del Sud Seo Ho-jin Song Kyung-taek Ahn Hyun-soo Lee Seung-hoon | 6:40.020 | Stati Uniti Apolo Anton Ohno Shani Davis Jordan Malone Alex Izykowski | 6:52.072 |

## Medagliere
| Pos. | Paese         | Oro | Argento | Bronzo | Totale |
| ---- | ------------- | --- | ------- | ------ | ------ |
| 1    | Corea del Sud | 6   | 7       | 5      | 18     |
| 2    | Canada        | 3   | 2       | 1      | 6      |
| 3    | Stati Uniti   | 2   | 1       | 1      | 4      |
| 4    | Cina          | 1   | 2       | 4      | 7      |
| 5    | Francia       | 0   | 0       | 1      | 1      |